# Orthotrichum shawii
Orthotrichum shawii är en bladmossart som beskrevs av Wilson in W. P. Schimper 1864. Orthotrichum shawii ingår i släktet hättemossor, och familjen Orthotrichaceae. Inga underarter finns listade i Catalogue of Life.